# Giovanni Ottavio Manciforte Sperelli
Giovanni Ottavio Manciforte Sperelli (né le 22 février 1730 à Assise, dans l'actuelle province de Pérouse (Perugia), en Ombrie, alors dans les États pontificaux et mort le 5 juin 1781 dans la même ville) est un cardinal italien du XVIIIe siècle.

## Biographie
Giovanni Ottavio Manciforte Sperelli exerce diverses fonctions au sein de la Curie romaine. Il est nommé inquisiteur à Malte du 8 octobre 1766 au 22 mars 1771, archevêque titulaire de Théodosie (de) en 1771 et est envoyé comme nonce apostolique à Florence. Il est nommé préfet du Palais du Vatican en 1776.
Le pape Pie VI le crée cardinal in pectore lors du consistoire du 23 juin 1777. Sa création est publiée en 1780.